# Gamma Aquilae
Désignations
Gamma Aquilae (γ Aquilae / γ  Aql), également nommée Tarazed, est une étoile de la constellation de l'Aigle.

## Nomenclature et histoire

### Du ciel des Arabes à l'UAI
Tarazed est le nom aujourd’hui approuvé pour γ Aql par l’Union astronomique internationale (UAI). On trouve, dans le ciel arabe traditionnel, c'est-à-dire le ciel déjà formé avant l'adoption du formatage grec par les astronomes arabes du IXe siècle, الميزان al-Mīzān, « le Balance », pour désigner le groupe αβγ Aql à cause de la symétrie de β et γ par rapport à la plus brillante, soit α Aql, ce qui fut traduit en persan par ترازو Tarāzū, de même signification. Dans ses Commentaires à la traduction du یجِ سلطانی Zīğ-i Sulṭānī ou « Tables sultaniennes » d’Uluġ Bēg (1437), Thomas Hyde (1665) cite un passage d’un traité sur l’astrolabe du Persans Nasīr al-Dīn al-Ṭūsī (XIIIe s.) où est utilisé شاهن ترازو, qu’il transcrit ‘Shâhin Tarâzed’, qui est littéralement « l’Aiguille de la Balance »,. On doit ensuite à Giuseppe Piazzi de séparer le deux noms (1814) : il donne ainsi, en ajoutant l’article arabe Al-, Alshain pour le premier (voir Beta Aquilae), et Tarazed pour γ Aql, noms notés par Richard Allen (1899) ,.

## En Chine
En astronomie chinoise, elle compose avec Alpha et Beta Aquilae l'astérisme Hegu, représentant un tambour.

## Caractéristiques physiques

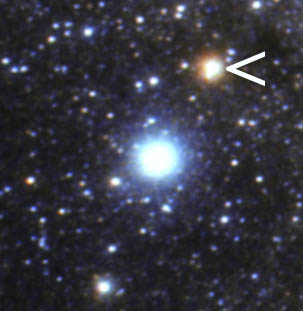
Position de γ Aquilae par rapport à Altaïr (au centre).

Bien que désignée γ par Johann Bayer, Tarazed est la deuxième étoile de la constellation de l'Aigle (Alshain, qui porte le β, est en effet moins brillante). D'une magnitude apparente de 2,72, Tarazed est une étoile géante lumineuse de type spectral K3II, plus de 110 fois plus large que le Soleil et 2 960 fois plus lumineuse que ce dernier. Elle n'est de fin de deuxième magnitude que par sa distance à la Terre, étant éloignée de celle-ci par environ ∼ 395 a.l. (∼ 121 pc). Elle est également assez peu chaude (« seulement » 4 100 K en surface).
Tarazed est une vraie géante : à la place du Soleil, elle s'étendrait au-delà de l'orbite de Vénus. En fait, elle est suffisamment large pour pouvoir être vue comme un disque de 0,0075" de diamètre à travers les plus gros télescopes.

## Environnement stellaire
Tarazed possède quatre compagnons recensés dans le catalogue d'étoiles doubles de Washington, qui apparaissent tous n'être que des doubles purement optiques.